# Epirinus silvestris
Epirinus silvestris là một loài bọ cánh cứng trong họ Bọ hung (Scarabaeidae).